# OFTC
OFTC (kratica za Open and Free Technology Community) je IRC omrežje, ki je namejeno pogovorom o odprtokodnih projektih.
Deluje od leta 2001. Na omrežje se lahko uporabnik priklopi preko IRC strežnika irc.oftc.net, ki ga samodejno usmeri na najbližji strežnik glede na njegovo geografsko lokacijo. Omrežje je od leta 2002 v lasti organizacije Software in the Public interest (SPI) in je sestavljeno iz 32 članov in 21 sponzorjev. Za svoje delovanje uporablja prirejeno verzijo ircd-hybrid strežnika. Omrežje podpira SSL povezave in IPv4 ter IPv6 protokola.